# Baguazhang estilo Gao
Bagua Zhang estilo Gao é um estilo da arte marcial de origem chinesa baguazhang criado pelo Mestre Gao Yisheng.

## A origem das diferentes versões do baguazhang estilo Gao
O baguazhang estilo Gao costuma ser citado como o "ramo Yisheng" do sistema de baguazhang de Cheng Tinghua. 
Entretanto, pelo trabalho de Gao refinando sua arte e criando novos conjuntos de treinamentos até seu falecimento pode ser considerado um sistema único.
Gao modificou a seqüência de formas praticadas em linha reta, a forma  pré-natal e o conjunto de armas utilizadas em sua prática mais de uma vez em sua vida, mas conservou um núcleo que estabelece um sistema de baguazhang completo.
Assim, nem todas as linhagens estabelecidas a partir de seus alunos, que aprenderam a prática com ele em momentos diversos de seu desenvolvimento, incluem todas as formas que constituem o baguazhang estilo Gao. 
Cada uma destas diferentes sequências de treinamento são consideradas exemplos válidos do baguazhang estilo Gao por representarem diferentes momentos do caminho de Gao Yisheng no refinamento de sua prática marcial. 

## Formas do baguazhang estilo Gao
Conforme listado no livro de Gao Yisheng, o sistema baguazhang estilo Gao inclui as seguintes formas:
1. Exercícios Básicos (postura inicial, posturas paradas, Tan Nei Bu, Wu Xing Bu, 8 Alongamentos Básicos
2. Formas Básicas - Formas em Giro (Palmas estáticas)
3. Xian Tien - Formas em Mutação (8 Grandes Palmas)
4. Don Juan Zhang e Wu Lung Bei Wei (Palmas Iniciais e Finais)
5. Hou Tien - 64 Palmas
6. 12 animais
7. Empurrar as mãos, ataques e defesas
8. Formas com armas

## As linhagens do baguazhang estilo Gao
A habilidade de Gao Yisheng na prática e no ensino de Bagua Zhang cresceu e desenvolveu-se durante mais de 40 anos. As formas de baguazhang que ensinou também se modificaram ao longo de sua vida.
Assim, os estudantes de Gao que aprenderam com ele em diferentes períodos, e as escolas criadas por estes, praticam diferentes sequências de treinamentos de baguazhang.
Durante sua longa carreira como professor desta arte teve centenas, se não milhares, de estudantes.
Na China, diferentes escolas com origem em sua linhagem representam o ensino e a filosofia de Gao Yisheng. As principais tem suas sedes nas cidades de Tianjin (China), de Taipei (Formosa) e de Hong Kong.
- Na cidade de Tianjin, Liu Feng Cai, sobrinho de Gao, é o responsável por uma destas linhagens. Estudou com ele em Shandong e o seguiu à cidade de Tianjin quando se mudou para lá. Ensinou turmas de alunos para Gao e foi conhecido por sua habilidade nas palmas de Xian Tien (pré-natal).

- Em Taipei, Formosa, a linhagem mais antiga vem de Wu Jin-Yuan e do seu filho Wu Huai-Shan. Ambos estudaram com Gao no início de sua carreira, quando ensinou na província de Shandong. Wu Jin-Yuan já era um artista marcial realizado na época, foi primeiro discípulo de Gao. A família mudou-se para Formosa com a tomada do poder pelos comunistas em 1949.

- Outra linhagem de Taipei, tem origem em Zhang Junfeng. Zhang era um estudante privado de Gao durante seus anos de ensino na cidade de Tianjin. Transformou-se presidente da "Associação de Artes Marciais da cidade de Tianjin", tornando-se famoso por sua habilidade de combate. Gao deu a sua linhagem o nome "Yi Zong". Foi para Taiwan em 1949, escapando dos comunistas.

- O ramo da arte de Gao em Hong Kong  vem de He Kocai ("Ho Ho Choi"). Ho era um estudante de Gao de baixa estatura, teve de trabalhar duramente para poder enfrentar os estudantes maiores, aprendendo muito neste processo.

### Linhagem
- Dong Haichuan
  - Cheng Tinghua
    - Zhou Yuxiang
      - Gao Yisheng
        - Wu Jinyuan
        - Wu Huaishan
          - Wu Guozheng

        - Liu Fengcai
          - Wang Shusheng
          - Liu Shuhang
          - Chen Baozhen
          - Han Fangrui

        - He Kecai (Cantonês: Ho Ho Choi)
          - Cheung Sing Tang (C. S. Tang)

        - Zhang Junfeng
          - Hong Yixiang
            - Luo Dexiu
            - Su Dongcheng

          - Hong Yiwen
          - Hong Yimian

        - Wu Mengxia
          - Wu Min'an

        - Bi Motang
          - Bi Tianzuo